# Mövenpick
Mövenpick est un groupe multinational formé d'entreprises d'origine suisse.
Ses activités comprennent la gastronomie, l'hôtellerie, le commerce de vin et la distribution de différents produits.
Le groupe est organisé en cinq[Quoi ?] secteurs indépendants qui sont : Marché International, Mövenpick Restaurants, Mövenpick Wine et Mövenpick Fine Foods.
L'activité « glacier » du groupe, Mövenpick ice cream, a été rachetée par le groupe Nestlé en 2003, pour un montant de 205 millions d'euros, mais conserve toujours début 2011 le nom de glaces Mövenpick.
L'activité hotelière du groupe, Mövenpick Hotels & Resorts, a été cédée au groupe Accor en 2018.